# Université de Debrecen
L'université de Debrecen (Debreceni Egyetem, /dɛbɾɛt͡sɛni ɛɟ͡ʝɛtɛm/, DE) est une université hongroise fondée en 1912. Elle est l'héritière de l'Université royale hongroise (Magyar Királyi Tudományegyetem) (1912-1921), de l'université royale hongroise István Tisza de Debrecen (Debreceni Magyar Királyi Tisza István Tudományegyetem) (1921-1950), de l'Université de Debrecen (Debreceni Tudományegyetem) (1950-1952) et de l'université Lajos Kossuth (Kossuth Lajos Tudományegyetem) (1952-2000). En 2000, la fusion de plusieurs établissements d'enseignement supérieur a abouti à la création de l'université de Debrecen sous sa dénomination actuelle.
L'université de Debrecen est l'héritière officieuse de l'établissement fondé dans la même ville en 1538 sous le nom de Collège réformé (Református Kollégium).

## Personnalités liées à l'université
- Constantin Vago
- Éva Jakab Tóth